# 近藤篤山
近藤 篤山（こんどう とくざん、明和3年11月9日（1766年12月10日） - 弘化3年2月26日（1846年3月23日））は、江戸時代の朱子学者。名は春崧（しゅんすう）。字（あざな）は駿甫。別号に竹馬など。
伊予国出身で尾藤二洲に学び、のちに伊予小松藩に招かれて藩士・領民の教育にあたった。同時代において「徳行天下第一」とも評された教育者で、「伊予聖人」とも尊称された。

## 生涯
明和3年（1766年）、伊予国宇摩郡小林村（現在の愛媛県四国中央市土居町）に生まれる。父は高橋甚内、通称は大八。幼少期に家産が傾き、別子銅山の銅山役人となった父とともに別子山に移ったりするなど、貧困の中で苦学力行した。
天明8年（1788年）、弟の三品容斎とともに大坂に出、同郷（宇摩郡川之江出身）の尾藤二洲より儒学を学んだ。尾藤二洲は寛政3年（1791年）に幕府儒官となって江戸に移り、篤山は一時期大坂で私塾を開いている。寛政6年（1794年）、篤山は昌平黌に入門し、再び尾藤二洲の教えを受けた。寛政9年（1797年）、江戸での修学を終えて別子山に帰り、寛政10年（1798年）に伊予国川之江で私塾を開いた。
享和3年（1803年）、伊予国小松藩に招かれて儒官となる。篤山はその前年に開設された藩校を昌平黌にならって整備し、養正館と改称する。養正館では藩士のみならず領民にも門戸を開いた。篤山はこのほか自邸内に私塾として「挹蒼亭」（ゆうそうてい）を設け、また他藩の人のための施設「緑竹舎」（りょくちくしゃ）を設けた。
小松において約40年にわたり教育に尽くした篤山は当時名を知られた教育者であった。佐久間象山は書簡の中で篤山を「徳行天下第一」と評しており、自らが江戸に開設した私塾「象山書院」の額の揮毫を篤山に請うている。
天保13年（1842年）に隠居がゆるされているが、40年以上の教育・徳行に対し、幕府より表彰されている。弘化3年（1846年）、81歳で没。

## 主な著書
- 篤山余稿
- 篤山遺稿

## 関連人物
家族
- 三品容斎 - 弟。西条藩藩校択善堂の教授。
- 近藤南海 - 長男。養正館教授。
- 近藤簣山 - 次男。養正館教授。

同門
- 長野豊山
- 越智高洲

門弟
- 一柳亀峰[4][5] - 小松藩士・奉行、書家
- 遠藤石山[4] - 小松藩士出身
- 菅橘洲[4] - 小松藩士・養正館学頭
- 日野醸泉（日野和煦[4]） - 西条藩士、藩校択善堂教授、『西条誌』編纂者[6]。
- 宮原瑤月[4] - 松山藩出身[4]
- 上甲振洋[4][7] - 宇和島藩出身[4]
- 山田梅村 - 高松藩儒[8]
- 河田迪斎 - 讃岐国高松出身、昌平黌儒学教授[9]
- 吉田拡斎 - 儒学者[10]
- 丹信積[11] - 小松藩士。妻は女子教育の先覚者丹美園[11]
- 鷹尾吉循[12][13] - 浮穴郡佐礼谷村庄屋（里正）
- 野村良哲 - 周布郡長野村出身、蘭医、教育者[14]
- 垂水仙山 - 学者、教育者

来訪者・交流者
- 佐久間象山
- 池田草庵[15] - 但馬豊岡藩儒学者・陽明学者・但馬聖人
- 林良斎[16] - 讃岐多度津藩家老・陽明学者

## 史跡近藤篤山旧邸

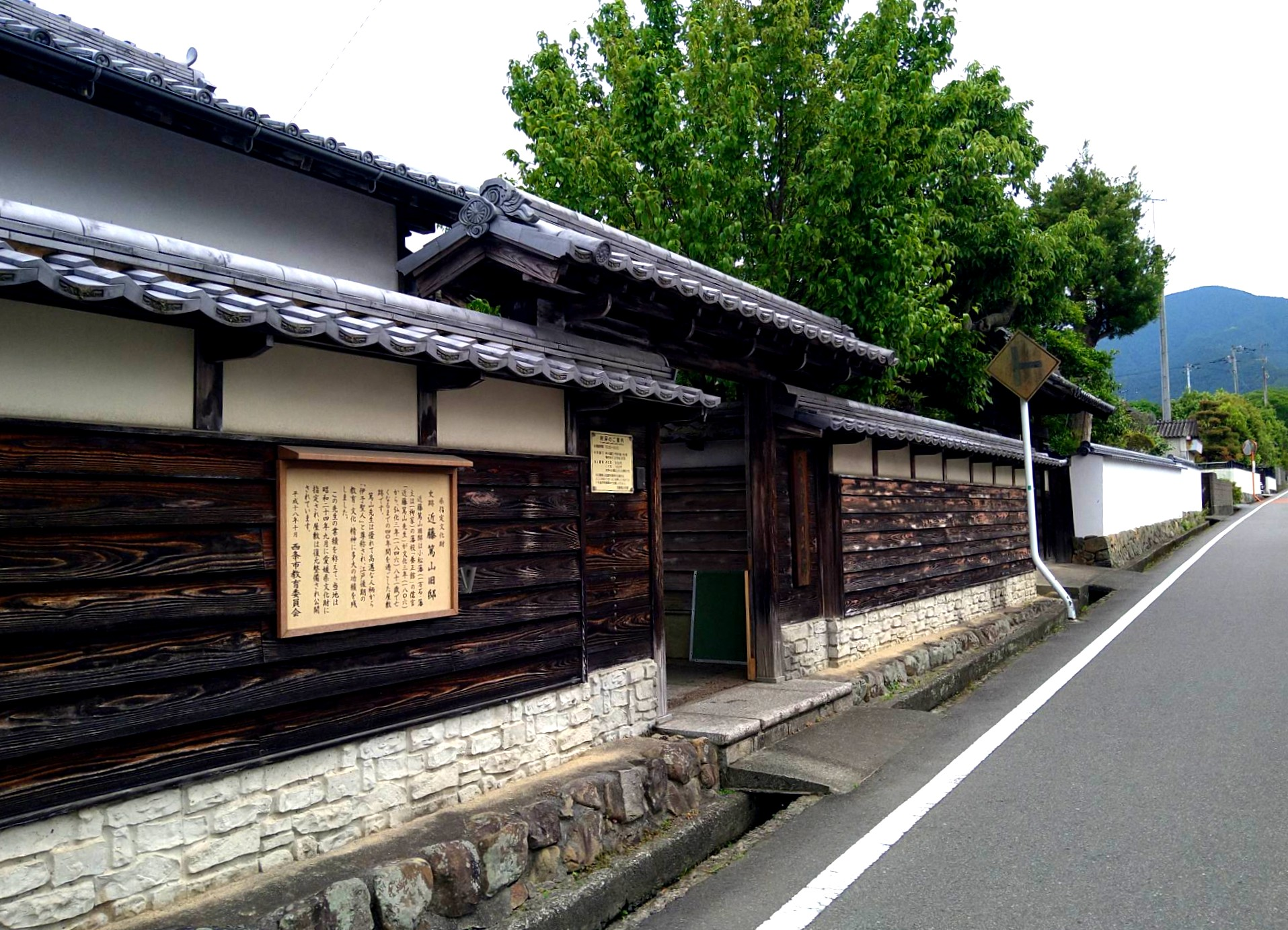
史跡近藤篤山旧邸

篤山が文化3年（1806年）から没する弘化3年（1846年）まで40年に渡って過ごした屋敷で、小松藩が篤山のために用意し一家で住んだ。藩校の養正館で教育に当たるとともに設けられた私塾の緑竹舎および挹蒼亭はこの邸内にあった。藩主もお忍びで訪れ茶ノ間でもてなしたといわれる。現在ある宅地約627坪の中に屋敷の一部と篤山椿の咲く庭園「五友園」が残り、邸内各所に面皮柱が使用され学者の屋敷でありながら数寄屋風のこだわりがある西条市では唯一残る武家屋敷である。1949年に愛媛県史跡に指定され、1994年に近藤家より小松町に寄贈され、1999年より一般公開が行われている。北緯33度53分36.608秒 東経133度7分0.425秒
- 公開部分：玄関・取次・台所・次ノ間・居間・座敷（志ある者との距離が近くで指導した。教育精神を表した掛軸「三幅対（複製）」が掲げられている）・奥座敷・化粧ノ間・書斎（篤山が終生学問を怠らず読書を続けた当時のまま保存されている）・茶ノ間・祠堂（しどう、儒教式の先祖を祀る空間）
- 開館時間10時半-16時、休館日は月・火・年末年始・月末:大人200円子供100円。
- 交通案内：JR伊予小松駅より徒歩5分。松山自動車道いよ小松ICから東へ国道11号線約10分。

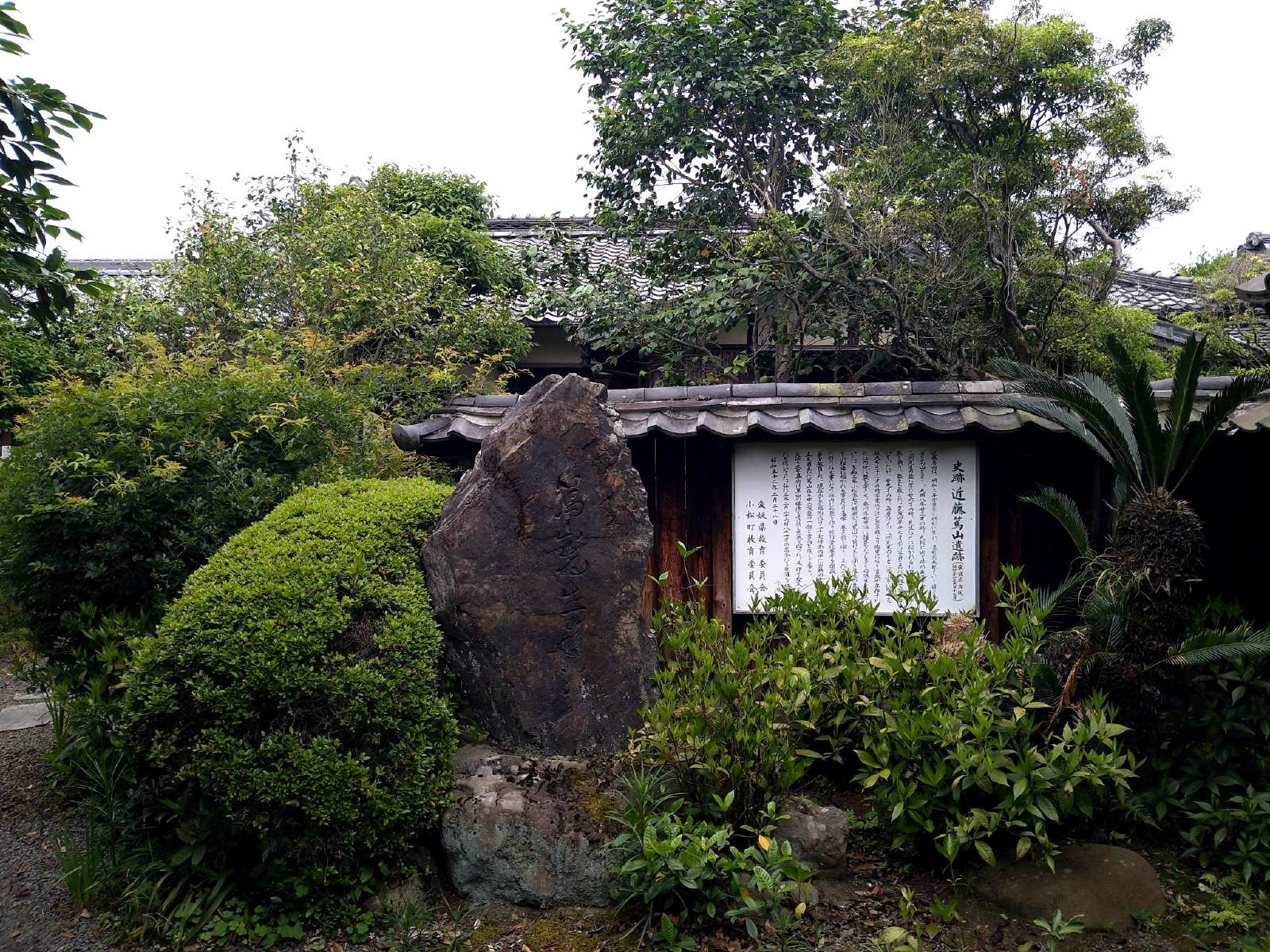
主屋
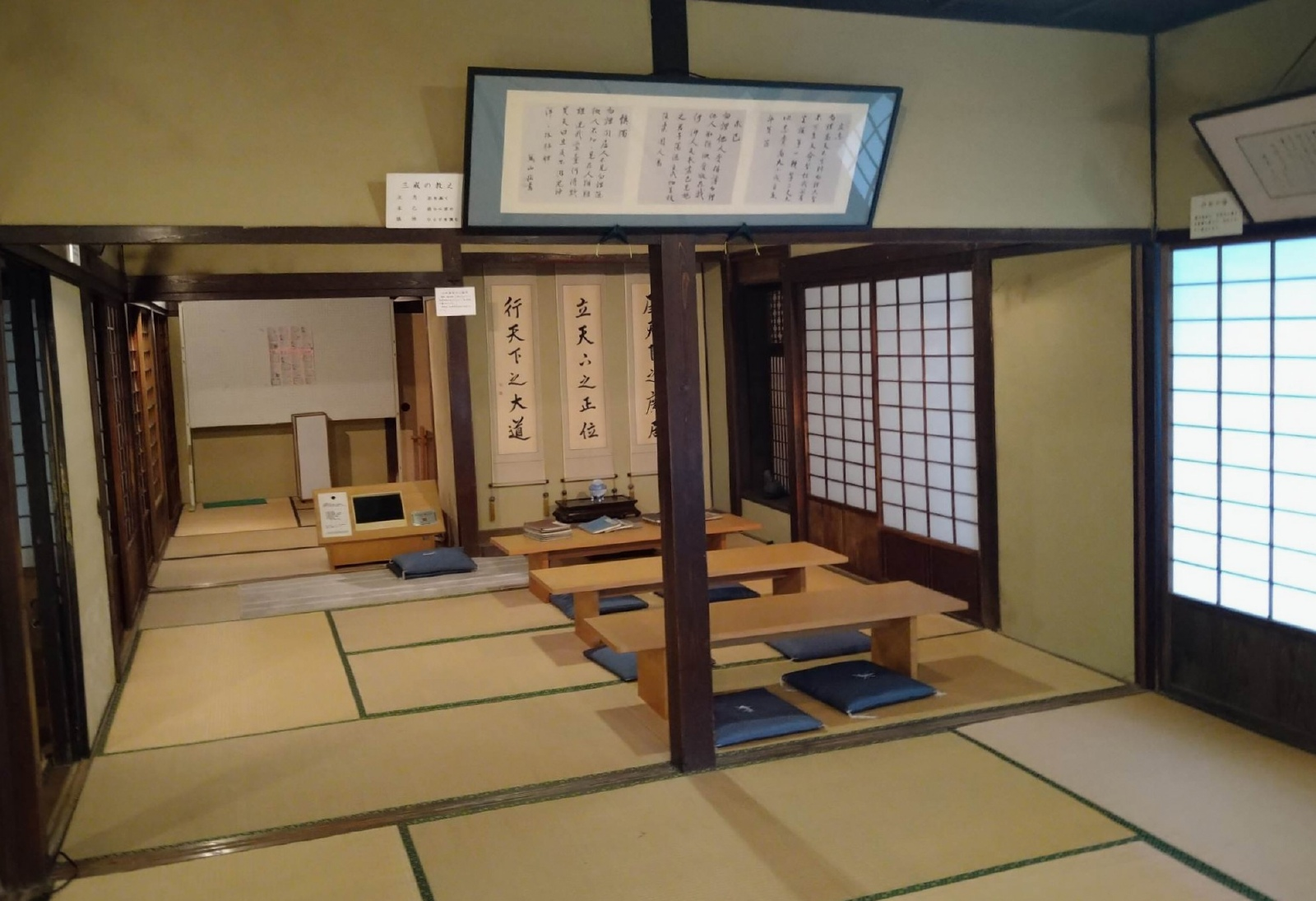
居間
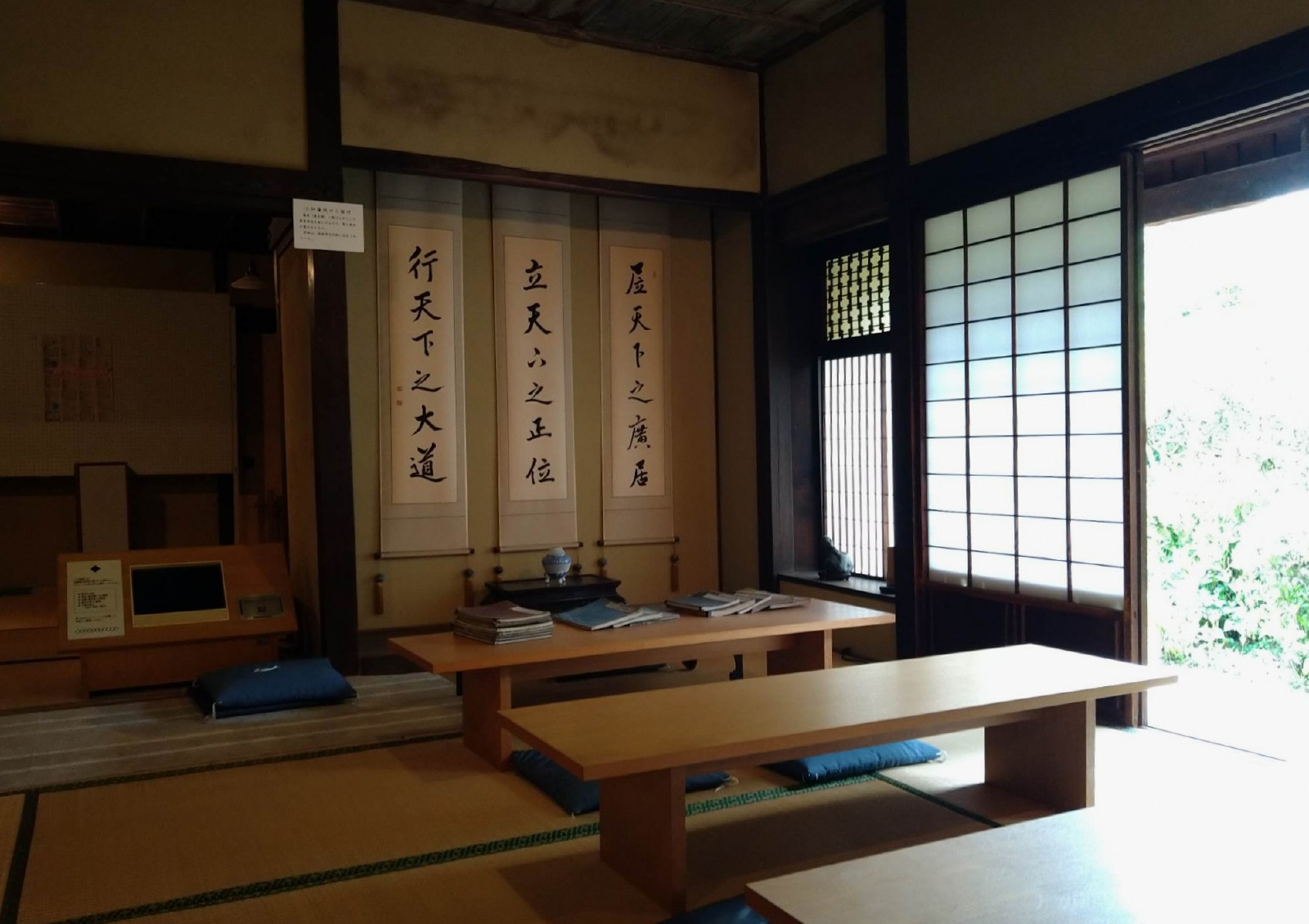
座敷
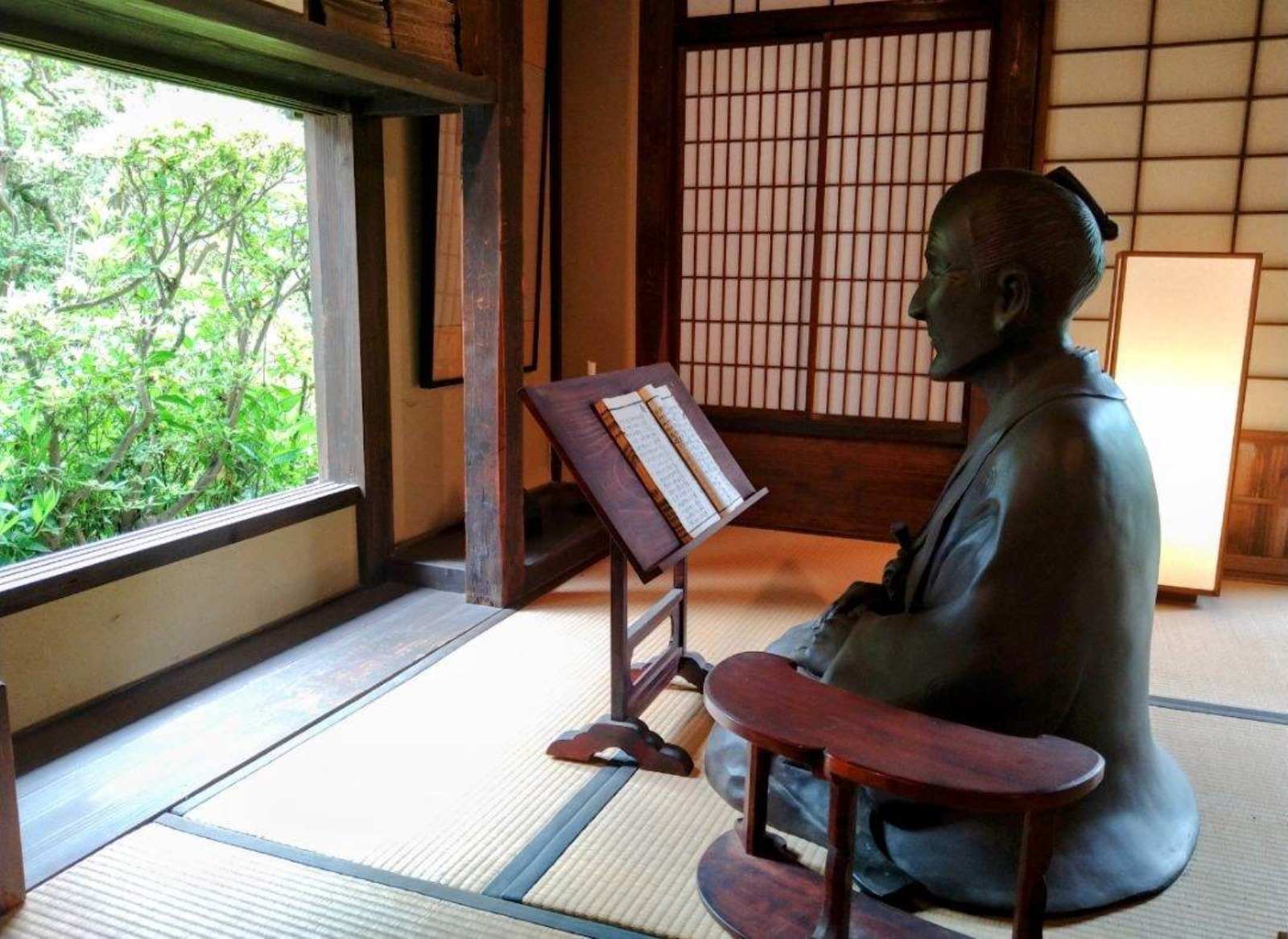
書斎